# Witalij Ahejew
Witalij Borysowycz Ahejew (ukr. Віталій Борисович Агеєв, ros. Виталий Борисович Агеев, Witalij Borisowicz Agiejew; ur. 4 września 1964 w Angarsku) – radziecki szermierz reprezentujący też Ukrainę, dwukrotny medalista mistrzostw świata w szermierce.
W 1983 roku zdobył brązowy medal w turnieju indywidualnym szpadzistów na mistrzostwach świata juniorów.
Podczas mistrzostw świata w Barcelonie w 1985 roku reprezentanci ZSRR w składzie: Witalij Ahejew, Serhij Krawczuk, Andriej Szuwałow, Aleksandr Możajew i Mychajło Tyszko zdobyli brązowy medal w szpadzie drużynowej. W tej samej konkurencji zdobył też brązowy medal na mistrzostwach świata w Lyonie pięć lat później.
Nigdy nie wziął udziału w igrzyskach olimpijskich.
Na mistrzostwach Europy w Krakowie w 1994 roku zdobył złoty medal w szpadzie indywidualnej
W latach 1999–2001 był trenerem reprezentacji Ukrainy w pięcioboju nowoczesnym.